# 河口舞華
河口 舞華（かわぐち まいか、1993年11月13日 - ）は日本の女優。
5歳から劇団ひまわりに所属し高校三年の夏からフリーで活動を始める。
業務提携・事務所所属を経て、2025年現在はフリーで活動中。これまで映画、CM、ラジオ、TV、舞台、LIVE、ダンス、振り付け、イベント、子供にかかわる仕事など幅広く活動する。
舞台で共演した鶴田まこに誘われて、ダンボールで出来たカホン、ボルカホンを使ってラインダンスパフォーマンスをするユニットCheeky(チーキー)に所属。
イベントやライブ、保育園や施設でのパフォーマンス。ワークショップ、主催ライブなど様々な場所で活動。
2014年12月に結成し、2024年12月のラストライブをもって活動休止。
2023年に結婚と女の子を出産し俳優業をお休み。2025年現在は少しずつ活動再開。

## 主な出演
- NHK大河ドラマ 『武蔵』寺子屋の生徒 華 役
- TBS特撮テレビドラマ 『ウルトラマンメビウス』 第41話 中学生役
- 東宝 『誰も守ってくれない』勝浦美菜 役
- パニック4 ROOMS　主人公／ハリ子 役  [1][2]
- 僕の初恋をキミに捧ぐ　 昴のファン 役
- 少女戦士伝シオン（楓役）
- 『bpm FRONT LINE the last mission』[~Final Destination~] 佐藤小春 役
- 音楽劇  現代版 若草物語  四女エミ 役
- 特攻のマクベス  主演／幕部須凶子 役
- マイクロシネマコンテスト入賞　短編映画作品 『あの時を、』主演／野中友美 役[3]

### 出演舞台
2004年
- 『Dance connection』 劇団ひまわり（〜2010年）
- 『Girls unit Fine 1st〜3rd Live』 ＠シアター代官山 ＠サンリオピューロランド
- 『ニンニクノ心』（演出：浅沼晋太郎） DNA Produce＃＠シアターサンモール  - 東雲幼少 役

2011年
- 『モモ』 劇団ひまわりミュージカル＠東京・大阪公演 - ビビガール・子ども 役
- 『アンネ』（演出：山下晃彦） 劇団ひまわり60周年記念公演＠代官山シアター - コロス（女） 役[4]

2012年
- 『花音』（演出：伊藤マサミ） 進戯団夢命クラシックス＠SPACE107 - ミヤコ 役[5]
- 『HELLO HOLLOW NEVER END』（演出：和田亮一） PEACE 5th PLAY＠萬劇場 - パン 役[6]
- 『青の教科書』（演出：門野翔） ＠emotion＠スタジオ・クリエイティブ・スクエア - 田中ゆうこ 役・振付[7]
- 『Short Sweet Story 芸術の秋編』 girls museum＠絵空箱 - ランデブ 役[8]
- 『yurupure 2012 〜熱き男女の戦い』（演出：山本タク）@絵空箱 - マイ 役

2013年
- 『bpm FRONT LINE the last mission』[~Final Destination~] （演出：浅沼晋太郎） - 佐藤小春 役[9]
- 『CLOCK』（演出：和田亮一） @日暮里サニーホール　PEACE 6th play - 猫又たゆら 役[10]
- 『ふたご星流星群』（演出：高橋圭亮） Capricious Cat 旗揚げ公演＠目黒Rapport - ルルカ 役[11]
- 『HOT』（演出：門野翔） ＠emotion＠スタジオ・クリエイティブスクエア - 椿りん 役[12]
- 『GHOST IN THE BOX!!』（演出：和田亮一） PEACE 8th play＠上野ストアハウス - ツバキ・アイゾメ・ミナカタ 役[13]
- 『Re:black』（演出：門野翔） ＠emotion＠ウエストエンドスタジオ - レオナ 役[14]
- 『夏の夜の夢』 Gフォースプロデュース @Gフォースアトリエ - からしの種の妖精マスタード 役[15]

2014年
- 『ブレーメンの音楽隊』 劇団スーパー・エキセントリック・シアター＠シアターグリーン BOX in BOX - トリの三姉妹 ハ 役[16]
- 『ツチヲマワセヨ』（演出：鷲尾直人） ７millions in2014 やっぱり春が好き＠高田馬場RABINEST - 岡島佳穂 役[17]
- 『Birth of SHOW TIME』 ＠emotion＠スタジオ・クリエイティブ・スクエア - ダンス振り付け/ゲスト出演[18]

2015年
- 『GIMMICK!』(演出：和田亮一)@渋谷ルデコ - みどり 役[19]
- 『あまもり』（演出：山本タク） 劇団山本屋1号＠東京芸術劇場 - メイド 役[20]
- 『現代版 若草物語』音楽劇（演出：宇治川まさなり） ＠六行会ホール - 四女エミ 役[21]

2016年
- 『RANPO chronicle 蜃気楼奇譚』（演出：奥村直義） シアターノルン提携公演＠シアターノルン - 白衣・ヒロインのS子・女学生・警察・私の中の私・蕎麦屋の妻 役[22]
- 『海冥の城白の姫君』（演出：加納健詞） KENプロデュース＠北沢タウンホール - 美砂の神 役[23]
- Music Theater 『Express』（演出：吉田武寛） 株式会社FreeK＠シアター1010 - カオル 役[24]
- 『蒼き空には嵐は吹かず』（演出：澤田洋栄） 感謝の日々を＠萬劇場  - 桜 役[25]
- 『トワイライト・フォア・クローバー・ジェネシス』（演出：伊藤マサミ）進戯団夢命クラシックス＠王子ベースメントモンスター - 大森千絵 役[26]

2017年
- 『LINE』（演出：兼子佳那子） 劇団メリケンギョウル＠萬劇場 - マキエ・天使・西園 役[27]
- 『かまいたちとなれ!この夜に』（演出：田島聖也） まるかど企画＠花まる学習会王子小劇場  - 柚子 役[28]
- 『貌貌』（演出：澤田洋栄） 感謝の日々を＠日暮里d-倉庫 - フォンリン 役[29]
- 『We are 〜Colors in the dark〜』@スタジオ・クリエイティブ・スクエア - 殺陣・芝居出演

2018年
- 『響け!バンドビート』（演出：神山一郎） ミュージカルスクエア 武蔵野芸能劇場 - バンドチーム チキ 役[30]
- 『アブニール夢見が丘〜壁一枚の物語〜』（演出：田中優樹） ユーキース・エンタテイメント／縁劇人＠Theater 新宿スターフィールド - Aチーム アカネ 役[31]
- 『TRUSH！』（演出：松本陽一） 劇団6番シード@六行会ホール - カノン 役[32]
- 『Mad Journey』（演出：門野翔） ＠emotion@築地ブディストホール - 榴露 役[33]
- 『ユウジョウアル夏ペクツ』（演出：ゴブリン串田） 劇団新劇団 旗揚げ公演@新宿ゴールデン街劇場 - 純 役[34]
- 『氷雪の門〜昭和20年、乙女たちが決めたこと〜』 Gフォースプロデュース2018@中野 テアトルBONBON - 島野やす子 役[35]
- 『ここだよ。りめいく』（演出：小池樹里杏） J-journey企画@下北沢Geki地下 Liberty - 主演／椎名糸 役[36]

2019年
- 『特攻のマクベス』（演出：ゴブリン串田） 劇団新劇団@劇 小劇場 - 主演／幕部須凶子 役[37]
- 『コッペリニャ』（演出：さいけ） ポポポ@シアターグリーンBOX in BOX - ナイル 役[38]
- 『まいっちんぐマチコ先生〜令和元年スタート！YOUタチニツグ!シン・ニホンジンハダレダ!の巻〜』（演出：ゴブリン串田）株式会社M-SMILE主催@築地ブディストホール - 網走金三 役[39]
- 『あの鐘を鳴らすのはあなた』（演出：高橋優太） 121841produce＠萬劇場 - 山岸リョウ 役[40]
- 『蒼き空には嵐は吹かず』（演出：澤田洋栄） 感謝の日々を＠萬劇場  - 桜 役[41]
- 『何人かの花嫁候補と僕会議』（演出：ゴブリン串田） 劇団新劇団@神田Kホール - 内外中庭順子 役[42]
- 『青を飲む』（演出：日芥海） 果ての水辺 旗揚げ公演@上野ストアハウス - 野田美穂子 役[43]
- 『なまくら刀と瓦版屋の娘』（演出：松本陽一） 劇団6番シード@中野テアトルBONBON - お咲 役[44]
- 『花は巡りて』（演出：横田裕市） やめちまえかんぱにー@コフレリオ新宿シアター - 主演／あざみ 役・エリカ 役[45]

2020年
- グラゲキ『BUKATSUノススメ』 株式会社M-SMILE主催@千本桜ホール - 主演／平谷凡人 役・ダンス振付[46]
- 『壬生魔浪士組〜魔法少女たちの放課後〜』（ゴブリン串田） 劇団新劇団@千本桜ホール - 永倉ヒナノ 役[47]
- グラゲキ『BUKATSUノススメ・其ノ弐〜部活失格〜』（演出：ゴブリン串田） 株式会社M-SMILE主催@MsmileBOX 渋谷 - 主演／平谷凡人 役・ダンス振付[48]
- 『壬生魔浪士組 第二章〜魔法少女と魔法少女〜』 (演出：ゴブリン串田)劇団新劇団@MsmileBOX 渋谷 - 永倉ヒナノ 役[49]

2021年
- 『NHK入ってますか？〜NATIONAL HILARIOUS KEEPER〜』（演出：遊楽者） 遊楽者第一回公演@シアターブラッツ - みるきー 役[50]
- グラゲキ 『まいっちんぐマチコ先生』（演出：ゴブリン串田） 株式会社M-SMILE主催＠MsmileBOX 渋谷 - 池上ケン太 役・ダンス振付[51]
- 『お願い！お願いだからお願い聞いてお願い！』（演出：ゴブリン串田） 劇団新劇団＠下北沢楽園 - 主演／ウイ 役[52]
- グラゲキ 『まいっちんぐマチコ先生』（演出：ゴブリン串田） 株式会社M-SMILE主催＠配信公演 - 池上ケン太 役
- GIRLS VEAT第1回公演『白球乙女!!』（演出：小田竜世） 株式会社M-SMILE主催＠MsmileBOX 渋谷 - 松川美幸 役[53]
- グラゲキ 『まいっちんぐマチコ先生2021年夏号〜ケン太の夏だ！幽霊だ！水着の幽霊スケベな除霊大作戦の巻〜』 株式会社M-SMILE主催@MsmileBOX 渋谷 - 池上ケン太 役
- 『 Bittersweet Flowers』（演出：大部恭平） おぶちゃpresents＠劇場MOMO - 葛西美奈絵 役[54]
- GIRLS VEAT第2回公演『疾走乙女!!』（演出：小田竜世）＠MsmileBOX渋谷 - 山本雪江 役[55]

2022年
- GIRLS VEAT第3回公演『片翼乙女!!』（演出：小田竜世）＠MsmileBOX渋谷 - 兵藤貴子 役[56]
- 『星降る学校』(演出：テラモトタカシ)K-FARCE @萬劇場 - Aチーム 梅下 役[57]
- 『壬生魔浪士組　最終章〜魔法少女たちの足跡〜』(演出：ゴブリン串田)劇団新劇団@武蔵野芸能劇場 小劇場 - 永倉ヒナノ 役[58]
- 劇団新劇団年末恒例大喜劇シリーズ世紀末恋愛救世主伝説『真夏の夜の拳』(演出：ゴブリン串田)@参宮橋トランスミッション - ハミア 役[59]
- グラゲキ 『まいっちんぐマチコ先生』（演出：ゴブリン串田）

2023年
- 『みんな幸せ』(演出：友池一彦) TOMOIKEプロデュース@下北沢小劇場B1 - 香川有里 役[60]
- 『歓楽街の女王リア』(演出:ゴブリン串田)劇団新劇団@下北沢『劇』小劇場 -　カオル 役[61]
- 『VAGUENIGMA-the Fates Zero-　三淑女の纏綿ダイアリーズ』(演出：佐藤信也)@上野ストアハウス - 寄池葭乃 役[62]

2025年
- 『ゲゲゲのマクベス』(演出:ゴブリン串田)劇団新劇団@下北沢『劇』小劇場 -　猫又 役[63]

### TVドラマ
2000年
- TBS 『Summer Snow』（演出：松原浩・遠藤環ほか）
- TBS 『教習所物語』（演出：福澤克雄・金子文紀 ほか）
- TBS 『君が教えてくれたこと』（演出：吉田健・大岡進 ほか）
- NTV土曜ドラマ 『バーチャルガール』（演出：佐藤東弥・猪股隆一 ほか）
- NTV土曜ドラマ 『フードファイト』（演出： 佐藤東弥・細野英延 ほか）
- EX 『トリック』（監督：堤幸彦・保母浩章 ほか）
- TBS連続ドラマ 『池袋ウエストゲートパーク』（演出：堤幸彦・伊佐野英樹 ほか）
- NTV連続ドラマ 『リミット もしもわが子が…』（演出：鶴橋康夫・田中大輔 ほか）
- TBS愛の劇場 『大好き5つ子2』 - 友紀 役
- NTV連続ドラマ 『明日を抱きしめて』（監督：金子与志一・岡本浩一・平川雄一朗） - 田所イネ 役[64]
- CX連続ドラマ 『花村大介』 第5話（監督：塚本連平） - 理奈幼少 役[65]
- EX 『「ほんパラ！関口堂書店〜亮子おきんしゃい』 - 亮子 役

2001年
- CX 『ザ・ジャッジ！〜得する法律ファイル』（総合演出・プロデューサー：宮道治朗）
- TBS創立50周年記念 『明るいほうへ明るいほうへ』（監督：清弘誠)[66]

2003年
- CX 『SMAP×SMAP』
- CX 『クニミツの政』
- NHK時代劇シリーズ 『御宿かわせみ』（演出：片岡敬司）
- NHK大河ドラマ 『武蔵』（監督：尾崎充信） - 寺子屋の生徒 華 役
- NTV火曜サスペンス劇場 『うさぎと亀〜桜の樹のしたで〜』（監督：雨宮望） - 多恵 役

2004年
- NTV 『踊る!さんま御殿!!』
- TBS 『3年B組金八先生』（演出：生野慈朗・竹之下寛次 ほか）
- EX連続ドラマ 『電池が切れるまで』（監督：藤田明二・唐木希浩・常廣丈太）

2005年
- EX 『相棒』（演出：和泉聖治・橋本一 ほか）
- NTV土曜ドラマ 『女王の教室』（演出：大塚恭司・岩本仁志 ほか）
- NHK連続ドラマ 『どんまい!』（監督：岡田健・睦田元一・中山秀一） - 優（相武紗季）幼少 役

2006年
- TBS特撮テレビドラマ 『ウルトラマンメビウス』 第41話 - 中学生 役
- TBS愛の劇場 『病院へ行こう』第26話（監督：山内宗信・岩寺秀廣） - 水木由里恵 役

2007年
- BS-hi 『わたしが子どもだったころ』（〜2010年） - 本間ヒトミ 役
- NTV土曜ドラマ 『受験の神様』 第1話 （監督：岩本仁志・大谷太郎・本間美由紀） - 第一女子学園の生徒 役[67]

2009年
- TX 『田舎に泊まろう!スピンオフドラマ〜空飛ぶりぼん〜』 - 鳥屋よしみ 役[68]
- CX連続ドラマ 『ライアーゲーム〜シーズン２・エピソード・ゼロ・オブ・ナオ』
- NHK第60回 『紅白歌合戦〜こども紅白〜』 - バックダンサー
- CX土曜プレミアム 『誰も守れない』（監督：杉山泰一） - 勝浦美菜 役[69]

2010年
- NHワンセグ2ショートドラマ 『パラ☆ピク女子高生?マコト』 第2話・第3話 - チエ 役[70]

### 映画
2005年
- 『埋もれ木』（監督：小栗廉平） - 地蔵盆の子 役[71]

2007年
- Net短編ドラマ 『屋上娘』（監督：江藤有吾）

2009年
- 東宝 『誰も守ってくれない』（監督：君塚良一） - 勝浦美菜 役
- 『パニック4 ROOMS』（監督：井上博貴・森本英稔） - 主人公／ハリ子 役
- 『僕の初恋をキミに捧ぐ』 （監督：新城毅彦） - 昴のファン 役
- 教育映画 『飲酒運転／家庭の悲劇』

2010年
- 『少女戦士伝シオン』（監督：瀧澤正治） - 楓 役
- 『動物の狩り方』（監督：森英人） - 大島昴役[72]

2022年
- マイクロシネマコンテスト入賞　短編映画作品 『あの時を、』（監督：酒井雅詞） - 主演／野中友美 役

### ビデオ/DVD
- PV 「Re:Japan」
- ヤマハ紹介ビデオ
- 島谷ひとみPV
- 斉藤考のことわざあいうえお
- 浜松医科大学「Virtual Reality Test」（あゆみ役）
- 健康診断を受けて良かった!!VP
- フォレスタ社会<地理>
- 埼玉県犯罪被害者援助センターDVD
- 『向田邦子作・字のないはがき』 疎開先の子供 役

### CM
- ジャスコCF
- 三井住友海上CF
- 東京都トラック協会CF
- カルビー 「ポテトチップス・うすしお」CM含むオールムービー
- ディズニーシー「春キャン」（高校生役）

### ケイタイドラマ
- NHKワンセグ2 「パラ☆ピク女子高生♡マコト」（第2話、第3話チエ役）

### 声の出演
2002年
- NHK-FM FMシアター 『夜想曲』

2005年
- 『愛・地博記念館映像』 - シアター・ナレーション
- ETV 『日本のこれから』 - オープニングナレーション
- TXアニメシリーズ 『capeta』 第1話（監督：三沢伸） - 放送部員 役
- NHKラジオドラマ 『つるにのって』 - 佐藤トモコ 役(2005年09月02日放送)[73]

2006年
- 劇場版 『シャーロットのおくりもの』（監督：E・B・ホワイト） - 女の子⑥ 役
- 劇場版 『奇跡の夏』（監督：イム・テヒョン）
- NHK-BS2 『ドクター・フー』（監督：Keith Boak） - メリッサ 役
- NHK-FM FMシアター 『夕凪の街桜の国』 - 小学生の七波 役

2007年
- ETV『土曜かきこみTV』（ - 2008年）
- 劇場版アニメ 『ふるさとJAPAN』（監督：西澤昭男） - 主人公／宮永志津 役[74]
- NHKハイビジョン特集 『宇宙ロマン』 - マナ 役[75]
- NHK-FM FMシアター 『GOTAISETSU』 - 友美 役
- NHK-FM 青春アドベンチャー 『ハッピーバースデイ』（1月22日(月)～1月26日(金) 22:45～23:00（1-5回）） - 晶 役[76]

2008年
- NHK-BS2 『先生はあきらめない〜ロン・クラーク物語〜』（監督：ランダ・ヘインズ） - バドリア 役

2010年
- 『カラフル』（監督：原恵一） - クラスメイト 役

2011年
- 劇場版『カンフー・パンダ2』（監督：ジェニファー・ユー・ネルソン） - ウサギの店員 役[77]

### ラジオ
- MHKラジオ第一 『きらり10代!』
- ラジオCM 森永乳業 『ビヒダスヨーグルト 突撃インタビュー「眠り姫」篇』
- ラジオCM コーセー 『願いがかなう化粧品店 少女編』
- 東京ネットラジオ 永井カイルのWatch This Space 第30〜32回 第52回第65〜66回・75回
- 東京ネットラジオ SAVETHE MASAHIRO 第13回・15回

### その他
- Awich 『まさか女が来るとは』 - 動画投稿で、ダンスする女子高生として参加
- オンラインイベント 『オンライン晴れのちのん家 VOL.1』
- 映像 『映像版 50回前の出来事』 - しのぶ 役
- 映像 『映像版 九十九家の一族』 - 次女 香澄 役
- アヴァントゥラ・ソルトファンミーティング企画 『推しメシ VOL.0』
- project by gekichap『はじまりの役者100人展』 脚本 筧昌也　@渋谷ルデコ[78]

- 『Bitter sweet Flowers上映会〜生副音声を添えて〜』 @ホシノテレカ(Cafe&Gallery)
- 『日々の感謝祭』　@Cafe&Gallery Roomer
- 日大商学部『KINUTA FES2022』
- 『ファミリーフェス 〜Rock it!〜』
- 『ファミリーフェス Rock it! ローカル』
- 『第8回OTO☆DANCE LABO発表会〜10th Happy Anniversary〜』 - ダンス/MC出演
- 『第3回Up-T 広告モデルオーディション』第2位獲得 渋谷109フォーラムビジョンCM出演
- 『デッカチャンのキッズDJ盆踊り祭り!!』
- 『真奈美&舞華 初!!浴衣撮影会』
- 『11月13日一緒。』誕生日イベント
- 『第9回OTO★DANCE LABO発表会』 - ダンス/MC出演
- 『11月13日一緒。〜久しぶりだね〜』
- 『令和7年度総合学院テクノスカレッジ合同入学式』 - ダンスパフォーマンスゲスト出演
- GWプラザフェスタ2025『DJデッカチャンのあおぞらディスコ』出演
- SUMMER SONIC2025 『KIDS CLUB でDJデッカチャンのKIDS DISCO』出演[79]